# Díky za tu vzpomínku
Díky za tu vzpomínku (v anglickém originále Thanks for the Memory) je třetí epizoda druhé série (a celkově devátá) britského kultovního sci-fi seriálu Červený trpaslík. Poprvé byla vysílána na kanálu BBC2 20. září 1988.

## Děj epizody
Posádka Červeného trpaslíka objeví planetu s dýchatelnou atmosférou, na které pak v neděli slaví výročí Rimmerovy smrti. Všichni se při této příležitosti opijí, nejvíce Rimmer. Po návratu na loď se Arnie Listerovi svěří s tím, že se miloval pouze jednou v životě (12 minut včetně snězení pizzy s lodní přebornicí v boxu Yvonne McGruderovou), ačkoliv mu Dave opakovaně zdůrazňuje, že to nechce slyšet. Ví, že si to Arnold bude ráno vyčítat.
Rimmer se pak lituje, že ho nikdo nemá rád. Pak usne. Ráno se Rimmer probudí a myslí mu problesknou vzpomínky z neděle (není to předešlý den, protože se někam ztratily 3 dny, nyní je čtvrtek). Lister a Kocour mají zlomenou nohu a Hollymu se někdo hrabal v mapách. Davidovi někdo složil puzzle. Rimmer se domnívá, že je navštívili ufoni, kteří klukům zlomili nohy a pak poskládali puzzle. Holly zjistí, že chybí černá skříňka, ale dokáže ji vystopovat. Černá skříňka vysílá signál, takže ji posádka najde a minulost, kterou chtěli pohřbít, znovu objeví. Pustí si záznam.
Záznam z černé skříňky
Listerovi je Rimmera líto a tak se rozhodne dát mu netradiční dárek: několik měsíců své paměti z doby, kdy žil v Liverpoolu a chodil s Lisou Yatesovou. Nahraje své vzpomínky do holografické projekční jednotky a Rimmer pak skutečně věří, že byl několik měsíců svého bídného života šťastně zamilovaný, čímž se mu zvedne sebevědomí. Pak však objeví dopisy, které Lisa psala Listerovi a ten musí s pravdou ven. Rimmer je na tom ještě hůře než předtím, cítí se hrozně. Žena, která mu tvrdila, že jej milovala ho ani neznala. A když mu rejdila jazykem v uchu, bylo to vlastně Listerovo ucho.
Lister souhlasí, že vymaže všem vzpomínky na to, co se stalo, aby se Rimmer necítil tak špatně. Společně s Kocourem zakope černou skříňku Červeného trpaslíka, na které je vše nahráno, na jedné planetce pro případ, že by si z ní chtěli přehrát záznam. Místo označí náhrobním kamenem s nápisem „Památce vzpomínce na Lisu Yatesovou“. Ten však upustí a oba si zlomí nohu. To jim pak pomůže si uvědomit, že přišli o několik dnů svého života. Zpátky na palubě kosmické lodi Lister vytrhne listy z kalendáře a vloží poslední dílek do skládačky. Je na ní kosmická loď Červený trpaslík zepředu. Poté jdou všichni na výmaz paměti.

## Kulturní reference

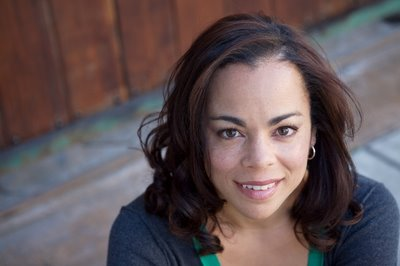
Sabra Williams jako Lisa Yatesová.

- Zápletka epizody se podobá 14. dílu 4. série seriálu Star trek: Nová generace, jenž byl však uveden až o dva a půl roku později (11. února 1991).
- Holly odkazuje na Star Trek slovy "Faktor pařby je pět". Poté ještě zmíní hudební skupinu The Kelly Family.